# 雷普采维什
雷普采维什，是匈牙利杰尔-莫雄-肖普朗州所辖的一个村。总面积6.09平方公里，总人口341，人口密度56.0人/平方公里（2011年1月1日）。